# Њујорк, Њујорк (филм из 1977)
Њујорк, Њујорк (енгл. New York, New York) је амерички филм из 1977. године у режији Мартина Скорсезеа са Лајзом Минели и Робертом де Ниром у главним улогама. Ову музичку драму Скорсезе је посветио Њујорку, свом родном граду.

## Стил и критике
Снимљен након комерцијално успешног Таксисте, овај филм је био финансијски фијаско. Снимљен за 14 милиона долара, филм је зарадио само 13 милиона, што је Скорсезеа гурнуло у депресију и зависност од дрога. На DVD-у из 2005. године, Скорсезе објашњава како је желео да направи савршени холивудски филмски мјузикл. Због тога је дизајнирао раскошну сценографију, тако да ниједан кадар филма није био снимљен на аутентичним њујоршким локацијама.

## Реиздања
Кад је филм био премијерно приказан, трајао је 153 минута. Неуспех у биоскопима је присилио студио United Artists-а да скрати филм на 136 минута. Филм је поново издан 1981. године са сценама које су биле избачене у оригиналној верзији, укључујући музички број "Happy Endings". Укупно трајање DVD-верзије је 163 минута.